# استرلچا
استرلچا شهری در استان پازارجیک کشور بلغارستان است که جمعیت آن در سال ۲۰۰۱ میلادی ۴٬۶۷۸ نفر بوده‌است.